# テムズ川
テムズ川（テムズがわ、River Thames  [tɛmz]）は、英国の南イングランドを流れる川であり、首都ロンドンを北海とつないでいる。代表的なエスチュアリーの入り江をつくる河川である。
日本語ではテームズ川とも表記される。ルネサンス期にギリシア語が語源であるという誤った認識が広まり、読み方を変えずにTemeseからThamesに綴りが変更されている。

## 流域
テムズ川は346kmの長さである。グロスターシャーのコッツウォルズにある丘の近く、ケンブルに水源がある。2022年夏にはイングランドを襲った熱波による渇水で枯れ、水源が十数キロメートル下流へ移動した。
オックスフォード市を流れ、ウォリングフォード、レディング、ヘンリー・オン・テムズ、マーロウ、メイデンヘッド、イートン、ウィンザー、そしてロンドンの順に流れていく。オックスフォードでは、テムズ川のラテン語名Thamesisを短くしたアイシス（Isis）と呼ばれている。
テムズ川は次のように流域での伝統的な郡境界線として使われている。グロースターシャーとウィルトシャー、南岸のバークシャーと北岸のオックスフォードシャー、バークシャとバッキンガムシャー、バッキンガムシャとサリー、サリーとミドルセックス、エセックスとケントの6つの境界線である。現在でもテムズ川で行政区分を設定していることが多いが、以前より少なくなってきている。
大ロンドン市にたどり着くと、ハンプトン・コート、リッチモンド、サイオン・ハウス（Syon House）、キューの横を流れ、ロンドン市内を通過し、グリニッジ、ダートフォードを流れ、ノアと呼ばれている河口にたどり着く。ロンドンの西側の地区は時々テムズ・バレーと呼ばれており、東側の地区はテムズ・ゲートウェイと呼ばれている。この2つの呼び名は地区開発業者や政策文章によく登場する。
ロンドン市内よりさらに上流、河口から90kmの距離まで、北海の潮汐の影響を受ける。ロンドンは、ローマ帝国がブリタンニア支配を本格化させつつあった西暦43年に満潮時に潮が達した地点に築かれたという逸話があるが、2000年ほどの時間の間にさらに上流まで遡るようになってしまっている。ロンドン市内では、水は海水と混ざり少し黒い色をしている。
テムズ川の主な支流は、ダレント川、レイベンズボーン川（またの名をデプトフォード・クリーク）、フリート川、ブレント川、リー川、ウェストボーン川、エフラ川、ケン川、モール川、ウェイ川、ロッドン川、ケネット川、テーム川、チャーウェル川、ウィンドラッシュ川、コール川、チャーン川、それにワンドル川である。
塩性湿地と干潟が広がるサウスエンド＝オン＝シー一帯およびメドウェー川河口を含むテムズ河口の南北両側はラムサール条約登録地である。一帯にはアカアシシギ、ダイゼン、ハマシギなどが生息している。
洪水を防ぐためにメイデンヘッドとウィンザーの間にジュビリー川という人工河川があり、テムズ川をつないでいる。

## 歴史

紀元前9千年紀頃、テムズ川がライン川と合流していた状況

今から60万年前の更新世の氷期の時、47万5千年前のアングリカン氷河作用により大きく地形が変えられる前のテムズ川は、ウェールズからクラクトン・オン・シーを通り、現在では北海となっている地域を通り、ヨーロッパ大陸のライン川に流れ込む支流の一つであった。バッキンガムシャを通り、ハートフォードシャーの南、エセックス、現在ではステインズと呼ばれている地域、コルネ谷を通って、ハットフィールド、そして東にエセックスを横切り、太古のライン川に流れ込んでいた。後に現在のレア川となる谷を侵食した氷により、現在の河口に流れ込むようになった。しかし、この流れもまたハットフィールド近辺で巨大な氷によって塞がれ、セント・オールバンズの西まで到達する巨大な氷河湖となる。湖はステインズ近くで流出し、現在のロンドン中心部を通る現在の流れとなった。40万年前に氷期が終わると、テムズ川は現在と同じ流れを通るようになった。コルネ谷の流れは逆になり、南にテムズ川の支流として流れ込むようになった。太古のテムズ川が残した川砂利をセント・オールバンズ谷のいたるところで見ることができる。
人類の記録に残されている限りでは、ケルト民族の例に倣い、ローマ人も川をテムズ (Tamesis) と呼んでいる。『ガリア戦記』を書いたカエサル、カシウス、そしてタキトゥスがそれぞれに記録を残している。
リチャード・コーツという研究者が、実際にテムズ川と呼んでいた地域は現在より上流の川幅が狭い場所であり、歩いて渡ることが出来ないほど広い下流ではプロワニダ （Plowonida）と呼んでいたと推測している。プロワニダという名称はケルト以前のヨーロッパ語、プルウ（plew）とネイド（nejd）という2つの言葉からなっていて、流れる川、あるいは広く流れ渡ることのできない川という意味らしい。プロワニダ川の岸に作られた集落は川から名前を取って、ロンドニウム（Londinium）と名づけられた。
16世紀から17世紀にかけて、テムズ川はロンドンとウェストミンスターをつなぐ主要な交通路であった。排他的な渡し守ギルドがロンドン市民の足になっていた。多芸な渡し守であり、水の詩人と呼ばれたジョン・テイラーはオックスフォードからロンドンまでの旅を詩に残している。
17世紀から18世紀の小氷期のころ、冬になるとテムズ川は頻繁に凍結した。1607年には最初のフロスト・フェアーがあり、凍りついた川の上にテントが並べられ、ボウリングやアイススケートなど様々な娯楽が提供された。冬の平均気温が上昇し、1814年からは二度と川が氷結することはなくなった。1825年に建造された新しいロンドン橋が何らかの影響を及ぼした可能性が指摘されている。新しい橋は、古い橋に比べ橋脚の数が少なく、スムーズに川が流れてしまい、冬の寒気でできた氷が橋の上流に溜まるのを防いでいるのかもしれない。
18世紀にロンドンがイギリス帝国の貿易の中心となり、テムズ川は世界で最も交通量の多い河川になった。そして1878年9月3日の夜にイギリス史上最悪の川での事故が発生する。遊覧船プリンセス・アリスと石炭運搬船バイウェル・キャッスルが衝突し、プリンセス・アリスは2つに割れて沈没する。700人以上が搭乗していたが、そのうちの少なくとも640人が水死した。また、テムズ川岸の港湾プール・オブ・ロンドンが停泊する船であまりにも混雑し、貨物を狙う盗賊からも何の防護もないため、19世紀初頭から「ドック」と呼ばれる船を停泊させ荷役させる大きな堀がサザーク・ロザーハイズ・ドッグ島などロンドン東部に多数建設され、「ドックランズ」と呼ばれる世界最大級の港湾になった。
この頃のテムズ川は工場からの排水や屎尿が垂れ流しになっており、酷く汚染されていた。特に夏になるとその臭いは耐え難いものになった。1858年の夏はあまりにも汚染が酷く、「大悪臭」（「グレート・スティンク」）と呼ばれた。ウェストミンスターの英国下院議会（庶民院）に座ることが不可能であると判断され、別の場所で議会を開かざるを得なくなったのである。またテムズ川河口は良質のカキの産地であったが、この頃の汚染によりほぼ絶滅してしまった。これ以後、川の汚染を押さえ込もうと様々な方法が実施される。ジョセフ・バザルジェットの設計した下水道がテムズ川の両側に設置され、その中を通って海に廃棄されるようになったのである。
鉄道や道路の発達、そして1914年以後の帝国の縮小に伴い、交通の要所としての意味は薄れていく。ロンドン港は海上・陸上輸送のコンテナ化によって下流のティルバリーや外海のフェリクストウに移され、ロンドンは港町としての機能をほとんど失っている。19世紀の後半から20世紀の中頃まで、無数の清掃プロジェクトが実施され、川には生命が戻ってきた。現在では、世界の都市を流れる河川の中で最もきれいな川の1つである。
1980年代の初期に、テムズ・バリアーと呼ばれる潮汐を調整するための巨大な施設が建設された。1年に数回閉じられ、ロンドンのテムズ川沿いの地域を水害から守っている。1990年代の終わりに12kmの長さの人工河川、ジュビリー川が建造され、メイデンヘッドとウィンザー周辺を水害から守っている。
テムズ川には無数の橋やトンネルがかかっており、タワーブリッジ、ロンドン橋、ランベス橋、ダートフォード・クロッシングなどがある。

## 交通

### 橋とトンネル

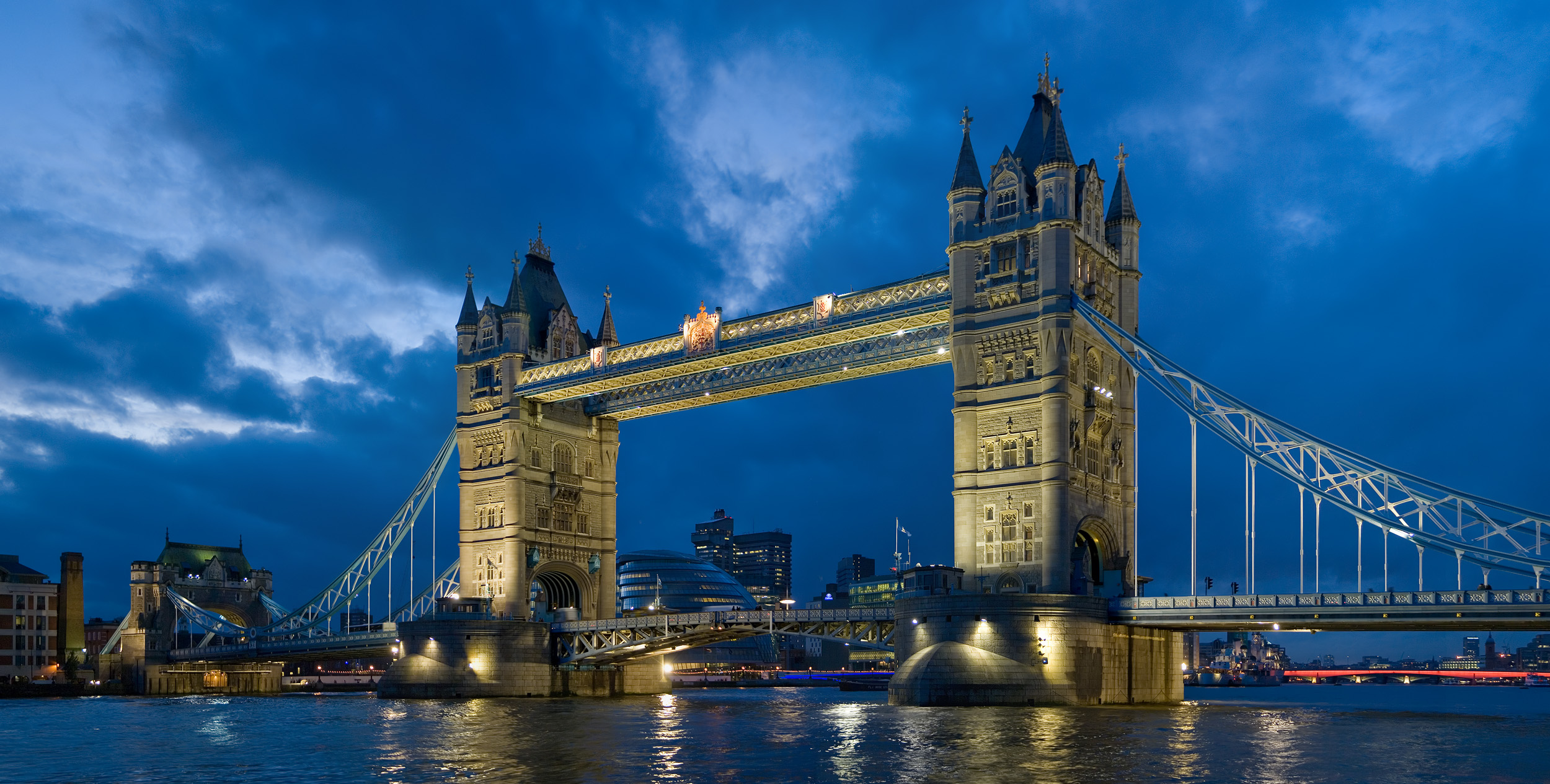
タワーブリッジ

数多くの橋とトンネルがテムズ川を跨いでいる。次に有名なものを挙げるが、完全な一覧は「テムズ川の河川横断施設の一覧」を参照。
- ダートフォード・クロッシング
- テムズ・バリアー
- ブラックウォール・トンネル
- ロザーハイズ・トンネル
- テムズトンネル
- タワーブリッジ
- ロンドン橋
- ミレニアム・ブリッジ
- ハンガーフォード・ブリッジ
- ウェストミンスター・ブリッジ
- メイドンヘッド・レイルウェイ・ブリッジ
- マーロウ橋

### ゴンドラリフト

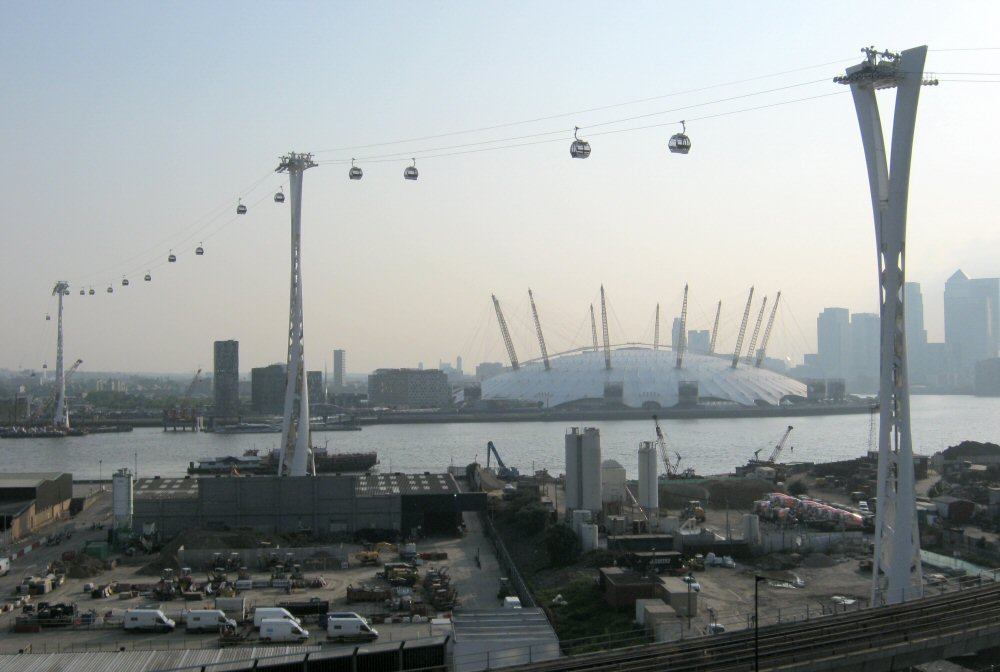
ロンドン・ケーブルカーのテムズ川横断。

ゴンドラリフト「ロンドン・ケーブルカー」がテムズ川を跨いでいる。運行はロンドン交通局で、エミレーツ航空がスポンサーとなっている。

### 船舶
船舶はテムズ川の河口から、グロスタシャー州レチレイドのハーフペニー橋まで遡ることができる。海とテディントン水門の間では、川はロンドン港の一部であり、河川の交通はロンドン港管理部が管理している。水門から先は、環境省の管轄である。
テムズ川には45の水門がある。詳細は「テムズ川の水門」を参照。
テムズ川の水上交通については、日本の第126代天皇徳仁がオックスフォード大学留学時代に研究テーマとしている。『テムズとともに』は、その折について綴ったエッセイである。

#### ボート競技
- ザ・ボート・レース
- ヘンリー・ロイヤル・レガッタ

## 川内の島
上流の島から順に記載する。（）内は所在する地区・都市。
- タッグス・アイランド（ハンプトン・コート）
- ギャリックズ・エイト
- プラッツ・エイト
- サンベリー・コート・アイランド（サンベリー）
- スワンズ・レスト・アイランド（サンベリー）
- サンベリー・ロック・エイト
- ウィートリーズ・エイト
- デスブロー・アイランド（シェパートン）
- ドイリー・カート・アイランド（シェパートン）
- ロック・アイランド
- ハモー・アイランド
- ファラオズ・アイランド
- ダムジー・エイト
- ペントン・フック・アイランド
- トラスズ・アイランド
- チャーチ・アイランド（ステインズ）
- ホーリーホック・アイランド（ステインズ）
- ホルム・アイランド（ステインズ）
- ザ・アイランド（ハイス・エンド）
- マグナ・カルタ・アイランド（ラニーメード）
- パッツ・クロフト・エイト
- ハム・アイランド
- ニッククロフト・エイト
- サンプターミード・エイト
- ロムニー・アイランド（ウィンザー）
- カットラーズ・エイト（ウィンザー）
- ファイアワーク・エイト（ウィンザー）
- デッドウォータ・エイト（ウィンザー）
- バスズ・アイランド
- クイーンズ・エイト
- モンキー・アイランド
- ピジョンヒル・エイト
- ヘッドパイル・エイト
- ブリッジ・エイト
- グラス・エイト
- レイ・ミル・アイランド
- ボールターズ・アイランド、メイデンヘッド
- グレン・アイランド
- ソニング・アイ（あるいはソニング・エイト）、ソニング
- デ・ブーン・アイランド、レディング
- デ・モンフォート・アイランド、レディング
- パイパーズ・アイランド、レディング

## 創作の中のテムズ川
多くの小説の中でテムズ川は舞台として登場している。ジェローム・K・ジェローム著の『ボートの三人男』は3人の男がボートでテムズ川を上っていくユーモア小説である。オックスフォードの近くの岸のどこかが『不思議の国のアリス』の始まりで、リデル姉妹の舟遊びを詠った詩の場所である。『たのしい川べ』とそれを原作にした劇『ヒキガエル館のヒキガエル』の両方にテムズ川が登場している。
ロンドンを舞台としたものの中では、『緋色の研究』の中でシャーロック・ホームズは川を渡るためにボートを探しており、『四つの署名』では高速蒸気船による追跡シーンがある。
『オリバー・ツイスト』では、川のすぐ側でビル・サイクスがナンシーを殺している。
イギリスのテレビドラマでは、『ドクター・フー』でエイリアンの宇宙船が墜落したりなど度々登場する。『プライミーバル』では、テムズ川にプリスティカンプススが潜るという話があった。
映画『ボトム・ダウン』は、テムズ川で起きたマーショネス号転覆沈没事故を題材にしている。